# الوكالة الكندية للتنمية الدولية
الوكالة الكندية للتنمية الدولية (CIDA) كانت الاتحادية الكندية المنظمة التي تدير برامج المساعدات الخارجية في البلدان النامية. الوكالة تم دمجها في وزارة الشؤون الخارجية في عام 2013 من قبل الحكومة الاتحادية برئاسة رئيس الوزراء ستيفن هاربر.

## التاريخ
الوكالة الكندية للتنمية الدولية تشكلت في عام 1968 من قبل الحكومة الكندية تحت ليستر B. بيرسون. الوكالة ذكرت أن البرلمان الكندي من خلال وزارة التعاون الدولي. وكانت ولايته «دعم التنمية المستدامة في البلدان النامية من أجل الحد من الفقر والإسهام أكثر أمنا وعدالة وازدهارا.» كان مقرها في 200 عبور المنتزه في غاتينو, كيبك.
الوكالة الكندية للتنمية الدولية التمويل كان موضوع نقاش حاد وحكومة المحافظين إجراء تغييرات كبيرة في عملية التمويل، بما في ذلك التخفيضات إلى المنظمات غير الحكومية التي وصفها بأنها تدعم «اليسارية الأسباب»، مثل مونتريال على أساس البدائل.

### زوال
في آذار / مارس 2013، حكومة المحافظين أعلنت الوكالة أن تكون مطوية في وزارة الخارجية والمنظمات سميت باسم وزارة الشؤون الخارجية والتجارة والتنمية،  سميت لاحقا باسم الشؤون العالمية في كندا. قاله النقاد الاندماج من شأنه أن يعطي اهتماما كافيا مكافحة الفقر، ولكن حكومة المحافظين، وبعد ذلك الحكومة الليبرالية التي أبقت أيضا الوكالة الكندية للتنمية الدولية برامج تحت نفس قسم الاندماج من شأنه أن يؤدي إلى أكثر تماسكا جدول الأعمال الدولي. تقرير داخلي من قبل الوكالة قالت أن الأمر سيستغرق ما يصل إلى 10 سنوات السابقة CIDA الموظفين لتعتاد على الاندماج.

## ولاية
1. التنمية الاجتماعية
الوكالة الكندية للتنمية الدولية بدعم البرامج المتعلقة مباشرة إلى العلاج من الأمراض في البلدان النامية. كما يستشهد الأساسية في التعليم وحماية الأطفال من الأولويات في التنمية الاجتماعية من البلدان التي الإيدز.
2. الرفاه الاقتصادي
والتمويل البالغ الصغر والتعليم من أجل التنمية المستدامة البرامج.
3. الاستدامة البيئية
مع التركيز على قضايا مثل تغير المناخ وتدهور الأراضي، وإمدادات المياه، والوكالة الكندية للتنمية الدولية تسعى إلى مساعدة الدول النامية في الحفاظ على صحة النظم الإيكولوجية.[8] CIDA كان شريكا في كندا العراق المستنقعات المبادرة.[9] على سبيل المثال، والوكالة الكندية للتنمية الدولية المانحة الرئيسية الدولية LUBILOSA البرنامج: التي وضعت البيولوجية المبيدات على الجراد في دعم المزارع الصغيرة المزارعين في منطقة الساحل.
4. الحكم
الوكالة الكندية للتنمية الدولية تسعى جاهدة من أجل حقوق الإنسان والديمقراطية والحكم الرشيد. الوكالة أيضا دعم المساواة بين الجنسين.

## وصلات خارجية
- الوكالة الكندية للتنمية الدولية على موقع IMDb (الإنجليزية)

- الموقع الرسمي
- Canadian International Development Agency على IMDb
- بين السياسة والممارسة: التنقل الوكالة الديمقراطية جدول الأعمال - ساسكاتشوان معهد السياسة العامة، من قبل جيفري كاميرون نسخة محفوظة February 29, 2012, على موقع واي باك مشين.
- المؤسسة المحلية مركز الاستثمار (LEIC) مركز تموله الحكومة الكندية من خلال الوكالة الكندية للتنمية الدولية (CIDA) نسخة محفوظة June 10, 2004, على موقع واي باك مشين.